# Michaił Żełobowski
Michaił Nikołajewicz Żełobowski (ros. Михаил Николаевич Желобовский, biał. Міхаіл Мікалаевіч Жалабоўскі, ur. 8 maja 1946 we wsi Skiporowicze) – białoruski lekkoatleta, startujący w barwach Związku Radzieckiego, średnio- i długodystansowiec.
Odpadł w eliminacjach biegu na 1500 metrów na mistrzostwach Europy w 1966 w Budapeszcie.
Zdobył brązowy medal w sztafecie 3 × 1000 metrów na europejskich igrzyskach halowych w 1967 w Pradze (sztafeta radziecka biegła w składzie: Remir Mitrofanow, Stanisław Simbircew i Żełobowski). Na kolejnych europejskich igrzyskach halowych w 1968 w Madrycie sztafeta radziecka 3 × 1000 metrów w składzie: Żełobowski, Oleg Rajko i Anatolij Wierłan zdobyła złoty medal. Na tych samych igrzyskach Żełobowski zajął 5. miejsce w biegu na 800 metrów. Odpadł w półfinale biegu na 1500 metrów na igrzyskach olimpijskich w 1968 w Meksyku oraz w eliminacjach tej konkurencji na mistrzostwach Europy w 1969 w Atenach.
Zajął 4. miejsce w biegu na 1500 metrów w finale Pucharu Europy w 1970 w Sztokholmie. Na halowych mistrzostwach Europy w 1971 w Sofii zajął w tej konkurencji 5. miejsce, a na mistrzostwach Europy w 1971 w Helsinkach odpadł w eliminacjach.
Zwyciężył w biegu na 5000 metrów na letniej uniwersjadzie w 1973 w Moskwie.
Był mistrzem ZSRR w biegu na 1500 metrów w 1968, 1970 i 1971 oraz w biegu na 5000 metrów w 1974, a także wicemistrzem w biegu na 800 metrów w 1967.
Był dwukrotnym rekordzistą ZSRR w biegu na 5000 metrów do wyniku 13:29,08 osiągniętego 16 września 1973 w Helsinkach (pierwszy wynik radzieckiego zawodnika poniżej 13 minut i 30 sekund).
Rekordy życiowe:
- bieg na 800 metrów – 1:47,5 (24 czerwca 1967 w Paryżu)
- bieg na 1500 metrów – 3:39,6 (3 czerwca 1971 w Mińsku)
- bieg na 2000 metrów – 5:05,6 (18 maja 1970 w Mińsku)
- bieg na 5000 metrów – 13:29,08 (16 września 1971 w Helsinkach)
- bieg na 10 000 metrów – 28:29,4 (11 czerwca 1977 w Moskwie)
- bieg na 1500 metrów (hala) – 3:43,7 (14 marca 1971 w Sofii)